# Thymoites unisignatus
Thymoites unisignatus är en spindelart som först beskrevs av Simon 1894.  Thymoites unisignatus ingår i släktet Thymoites och familjen klotspindlar. Inga underarter finns listade i Catalogue of Life.